# Il ricercato
Il ricercato è un romanzo del 2012 di Lee Child, il diciassettesimo che ha come protagonista Jack Reacher, un ex poliziotto militare dell'esercito USA, coinvolto in una avventura ambientata nelle fredde ed immense pianure del "middle west".

## Trama
Jack Reacher è un ex maggiore della polizia militare statunitense che, suo malgrado, si trova invischiato in un rapimento nelle gelide pianure del Nebraska… tra agenti FBI sotto copertura e spionaggio internazionale Jack Reacher non avrà alta scelta che scendere in azione per difendere le vittime. La sua vita è diventata un viaggio infinito tra i vari stati del suo paese, ha scelto una vita da nomade ma nell'animo continua ad essere un poliziotto, non può evitare di difendere i deboli e fermare (a modo suo) i criminali. 